# Warren G
Warren Griffin III (Long Beach, 10 november 1970), beter bekend als Warren G, is een Amerikaans rapper en muziekproducent. Warren G's grootste hit was het G-funk nummer Regulate uit 1994, samen met Nate Dogg.

## Carrière
In 1991 begonnen Snoop Dogg, Nate Dogg en Warren G de groep 213. Warren G introduceerde de groep aan zijn stiefbroer Dr. Dre. Dr. Dre was onder de indruk en bood Snoop Dogg en Nate Dogg een contract aan bij Death Row Records. 213 ging uit elkaar zonder een album gemaakt te hebben. Hoewel Death Row Warren geen contract aanbood deed hij wel mee op Dr. Dre's album The Chronic.
Hierna begon Warren G aan een solo carrière.
In 1993 kreeg hij zijn eerste grote doorbraak toen hij werd uitgenodigd door Russell Simmons's label Def Jam Recordings. Echter, het hoogtepunt van Warren G's carrière kwam in 1994 met de release van de iconische single "Regulate", een duet met Nate Dogg op de soundtrack van de film Above The Rim. Het nummer domineerde de hitlijsten en behaalde platina status, en zijn debuutalbum Regulate... G Funk Era verkocht meer dan een miljoen exemplaren in slechts drie dagen na de release.
Ondanks zijn veelbelovende start, kon Warren G niet hetzelfde commerciële succes behalen met zijn latere albums. Zijn tweede album "Take a Look Over Your Shoulder" behaalde goud, maar viel in vergelijking met zijn debuutalbum tegen. Zijn latere albums, zoals "I Want It All" (1999) en "The Return of the Regulator" (2001), slaagden er niet in hetzelfde niveau van populariteit te bereiken. Warren G's latere werk omvatte onafhankelijke releases zoals "In the Mid-Nite Hour" (2005) en "The G Files" (2009), waar hij trouw bleef aan zijn G-funk roots.
Ondanks wisselende commerciële successen, blijft Warren G een gerespecteerde naam in de hiphopgemeenschap, met een loyale fanbase die zijn bijdragen aan de G-funk stijl koestert.

## Discografie
Albums
- Regulate... G Funk Era (1994)
- Take a Look Over Your Shoulder (1997)
- I Want It All (1999)
- The Return of the Regulator (2001)
- The Hard Way (met 213) (2004)
- In the Mid-Nite Hour (2005)
- The G Files (2009)

### Hitnoteringen
| Single met eventuele hitnotering(en) in de Nederlandse Top 40 | Datum van verschijnen | Datum van binnenkomst | Hoogste positie | Aantal weken | Opmerkingen                               |
| ------------------------------------------------------------- | --------------------- | --------------------- | --------------- | ------------ | ----------------------------------------- |
| Regulate                                                      | 1994                  | 20-08-1994            | 7               | 10           | met Nate Dogg / Dancesmash op Radio 538   |
| What's Love Got To Do With It                                 | 1996                  | 12-10-1996            | 9               | 8            | met Adina Howard                          |
| Prince Igor                                                   | 1997                  | 22-11-1997            | 6               | 12           | met The Rapsody en Sissel                 |
| All Night All Right                                           | 1998                  | 21-02-1998            | 29              | 3            | met Peter Andre / Dancesmash op Radio 538 |

### Dvd's
| Dvd's met hitnoteringen in de Nederlandse Music Top 30 | Datum van verschijnen | Datum van binnenkomst | Hoogste positie | Aantal weken | Opmerkingen                                                   |
| ------------------------------------------------------ | --------------------- | --------------------- | --------------- | ------------ | ------------------------------------------------------------- |
| The Up in smoke tour                                   | 2001                  | 17-02-2001            | 1(3wk)          | 4            | met Dr. Dre, Eminem, Xzibit, Snoop Dogg, Nate Dogg & Ice Cube |

- Bibsys: 8060111
- Bibliothèque nationale de France: cb13972213z (data)
- Gemeinsame Normdatei: 134896718
- International Standard Name Identifier: 0000 0000 7839 1188
- Library of Congress Control Number: no97026110
- MusicBrainz: 85d7666c-d3ce-4e2c-8b1b-f20db7cdae4f
- Nationale Bibliotheek van Tsjechië: xx0033781
- Nationale Bibliotheek van Israël: 987012384901605171
- SNAC: w6x09jr3
- Système universitaire de documentation: 157863638
- Virtual International Authority File: 71145969942032250265
- WorldCat: E39PCjKDJ89WjptCbhBxBdfdHC